# 永円
永円（えいえん、天元3年（980年） - 寛徳元年5月20日（1044年6月18日）または5月22日（6月20日））は平安時代中期の天台寺門派の僧侶。致平親王の第二子で一身阿闍梨。三井平等院（円満院）初代院主で、平等院大僧正、平等院宮大僧正と呼ばれる。

## 概要

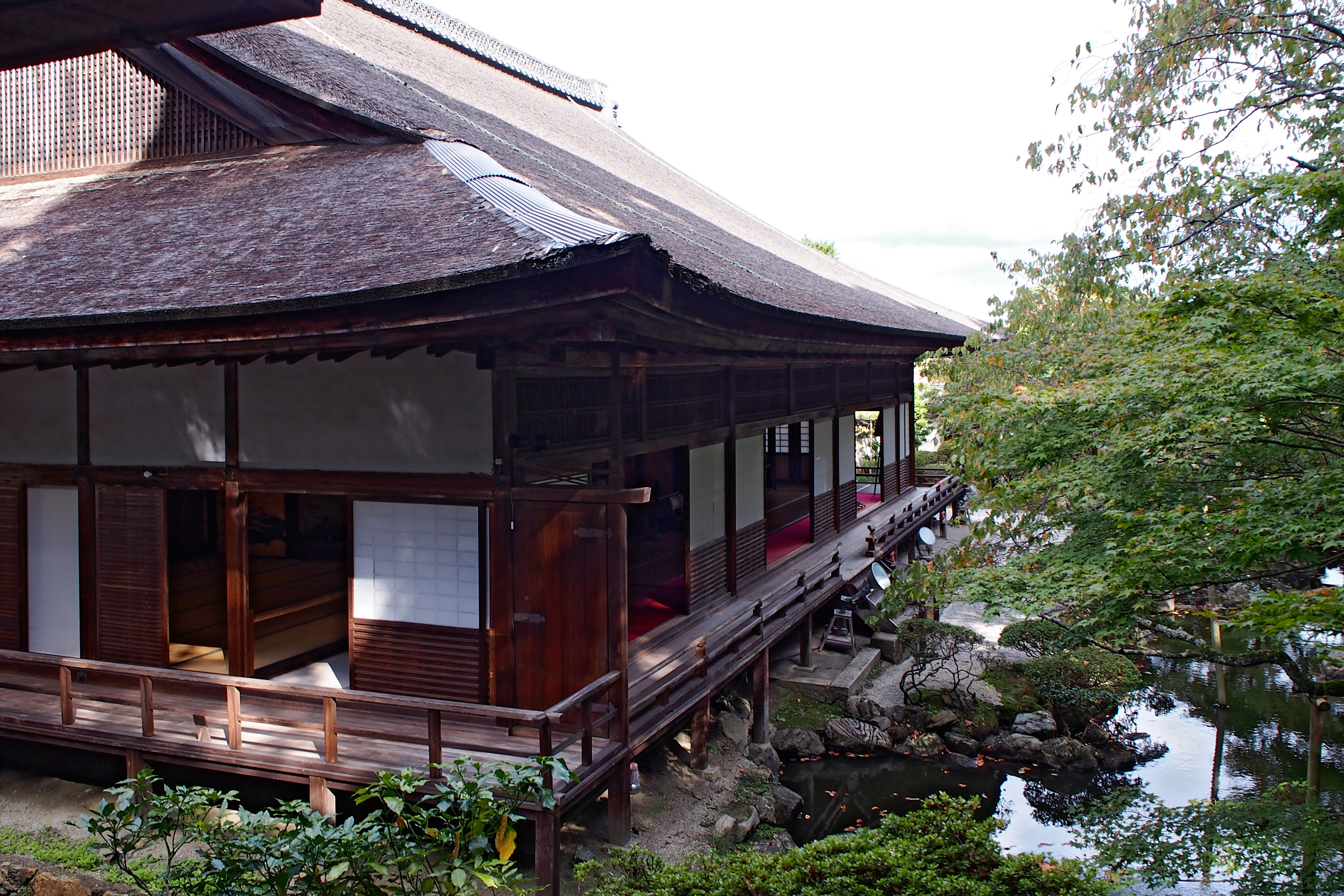
円満院（三井平等院）

致平親王の第二子で、母は源雅信の女。余慶（919-991）に入室し、慶祚に天台宗を学んだ。長保3年（1001年）に出家した源成信と同一人物だとする説がある 。
寛弘5年（1008年）2月26日、勝算に従い灌頂。8年（1011年）4月27日に大僧都済信の譲りを受けて権律師となる。同年7月、一条天皇の葬送の定文にて、百僧の中に入っている。
長和4年（1015年）10月25日、藤原道長五十賀の法会に引頭をつとめた。5年（1016年）2月27日、後一条天皇の即位慶賀のため参入した。
寛仁元年（1017年）、十社御読経の定文にて、平野神社を任されている。2年（1017年）8月29日、東宮敦良親王を加持した。3年（1018年）9月27日、受戒のため東大寺に向かう藤原道長の前駆を務める。
万寿元年（1024年）5月28日、車に乗って鴨川を渡っていたところ、増水して車が押し流された。永円は車からはなれて、水に入ったところを付近で畠を作っていた法師に救助された。
万寿3年（1026年）1月19日、藤原彰子の出家に請用され、彼女の御頂を剃った。閏5月28日、皇后藤原威子が懐妊したため（章子内親王）、御祈のため三井寺で般若御読経をした。10月10日、そのお産のための五壇法で大威徳明王法を修した。12月、四壇法を修した。
万寿4年（1027年）9月16日、藤原妍子の葬儀にて、藤原頼任が御骨を持ち木幡に向かうのに付き添った。12月28日、妍子の四十九日で七僧を務めた。
長元元年（1028年）11月4日、藤原道長の一周忌で七僧を務めた。3年（1030年）8月21日、彰子の御堂供養で唄師を務め、法印位を給わった。7年（1034年）9月23日の一切経供養の定分にて、呪願を任されている。
長元9年（1036年）4月22日、後一条天皇の遺体を上東門院に遷す際、遺体を乗せた車の後ろに伺候した。5月19日より後一条天皇の葬儀で念仏した。
長暦2年（1038年）6月18日、大僧正を辞し、弟子の円信を権律師に申任した。4年（1040年）1月27日、後朱雀天皇の法成寺行幸により、封戸75戸を賜った。『僧綱補任』・『扶桑略記』によれば寛徳元年（1044年）5月20日に、『寺門伝記補録』よれば同月22日に、65歳で入滅した。

## 僧歴
『五十音引僧綱補任　僧歴綜覧』による
- 寛弘5年（1008年）2月26日：灌頂。時内供奉[3]
- 寛弘8年（1011年）4月27日：権律師[8]
- 寛仁元年（1017年）12月26日:権少僧都[21]
- 治安元年（1021年）5月または4月：辞退
- 万寿2年（1025年）6月27日：権大僧都[15]
- 長元3年（1030年）8月22日：法印大僧都[22]。見法成寺別当[3]
- 長元4年（1031年）12月27日：僧正[23]。日付不詳：園城寺長吏[3]
- 長元6年（1033年）12月22日：大僧正
- 長暦2年（1038年）6月18日：辞退僧正・園城寺長吏[3]
- 長暦4年（1040年）1月27日：賜封戸75戸
- 寛徳元年（1044年）5月20日[24]または22日[25]：入滅
- 時期不明：一身阿闍梨、三井平等院院主[3]

## 弟子
円信（えんしん、1004年 - 1053年）
源道方の子。万寿4年（1027年）阿闍梨。長暦2年（1038年）8月16日権律師。永承5年（1050年）12月30日権少僧都。天喜元年5月16日（1053年6月5日）入滅。享年50歳。弟子に公覚、孫弟子に公伊。
快誉（かいよ、1036年 - 1112年）

雅円（がえん、1005年 - 1060年）
源高雅の子。永円と勧修の弟子。花林房始祖。千手院。内供。長暦2年（1038年）3月18日、文慶に従い灌頂。永承4年（1049年）12月28日、菩提樹院の検校と御塔供養の賞により法橋。天喜元年（1053年）6月15日、源倫子の御入棺に奉仕する。康平3年6月19日（1060年7月19日、『寺門伝記補録』）または8月18日（9月15日、『僧綱補任』）入滅。享年56歳。
覚助（かくじょ、1013年 - 1063年）

明行親王（めいぎょうしんのう）
平等院。『寺門伝記補録』によれば三条天皇の第六子・無品敦元親王。行尊の師。永承7年（1052年）12月11日、明尊に従い灌頂。
頼範（らいはん、1004年 - 1081年）
藤原知章の子。東林坊始祖。長暦2年（1038年）3月3日、行円に従い灌頂。延久元年（1069年）5月25日、護持僧の労により権律師。延久3年（1071年）12月30日、護持僧の労により権少僧都。承保元年（1074年）12月27日、権大僧都。3年（1076年）12月辞退。永保元年8月26日（1081年10月1日、『僧綱補任』）または28日（10月3日、『寺門伝記補録』）入滅。享年78歳。弟子に行勝。

## 伝記
- 『寺門伝記補録』巻13